# Likelike
Likelike (fullständigt namn: Miriam Kapili Kekāuluohi Likelike), född 13 januari 1851, död 2 februari 1887, var en prinsessa från Hawaii och berömd filantrop av konst och musik. Tillsammans med tre andra av sina syskon hör Likelike till De fyra himmelska.

## Bakgrund
Likelike föddes år 1851. Hennes föräldrar var Caesar Kapaʻakea och Analea Keohokālole. Till skillnad från de andra syskonen växte Likelike upp i Hilo, där hon adopterades enligt traditionell hawaiisk sed (hānai). Orsaken till detta var att klimatet i Hilo ansågs vara bättre för prinsessans dåliga hälsa.
År 1870 gifte hon sig med Archibald Cleghorn, en skotsk affärsman som hade flyttat till Hawaii. Bröllopsfesten hölls i Likelikes syster Lili‘uokalanis hem: Washington Place. Parets enda dotter, Ka‘iulani, blev ätten Kalākauas arvinge och senare kronprinsessa.

## Offentlig verksamhet
Då Kalākaua blev kung, blev Likelike den tredje i tronföljden efter sina syskon Leleiohoku II och Lili‘uokalani.
I mars 1879 utnämndes Likelike till guvernör över ön Hawaii. Hon stannade på posten till den 2 september 1880, då Kekaulike utnämndes till nästa guvernör.
Snart efter sitt bröllop reste Likelike och Cleghorn till Nya Zeeland och Australien. Vidare besökte hon San Francisco två gånger. Under dessa resor förstod hon att utbildning kunde vara nyttig för Hawaiis ursprungsfolk. Hon bestämde sig för att ägna sig åt detta.
Likelike var också en kunnig musiker och stödde konst generöst. En av hennes mest berömda låtar är ‘Āinahau.